# Шипшина повисла
Шипшина повисла (Rosa pendulina) — вид рослин з родини розових (Rosaceae); поширений у південній і центральній Європі.

## Опис
Кущ (15)100–200 см. Квітконіжки зазвичай довгі, 15–30 мм завдовжки, при гіпантії дуговидно повисла, як і гіпантії, залозисто-щетинистий, зрідка голі. Пелюстки від пурпурно-рожевих до темно-рожевих. Листки видовжено-еліптичні. Шипів немає хоча б у верхній 1/2 куща. Лише основа стебла і гілок часто покрита шилоподібними шипами і шипиками.

## Поширення
Поширений у південній і центральній Європі.
Населяє чагарники та рідколісся, субальпійські ліси та гірську субальпійську рослинність. 
В Україні вид зростає У лісовій і субальпійській смугах Карпат. Дуже поліморфний вид. У субальпійській смузі іноді трапляється у вигляді кущиків до 15 см.

## Загрози та охорона
Рослину збирають з дикої природи через лікарські, харчові та церемоніальні властивості, але масштаби такого збору невідомий. Збір зазвичай передбачає видалення листя, плодів або пелюсток троянди, а не забирання всієї рослини.
Рослина має статус NT в Угорщині, де є під захистом. Рослина трапляється в кількох ділянках Natura 2000 у Німеччині, Угорщині, Румунії, Італії та Польщі. Потрібна додаткова інформація про чисельність та тенденції чисельності населення, а також про ступінь тиску збору.

## Використання
Це лікарська та ароматна рослина. Троянди також використовуються для аліментарних і церемоніальних цілей, особливо в Угорщині та Румунії. Насіння і рослини також широко доступні як садові прикраси.

## Галерея

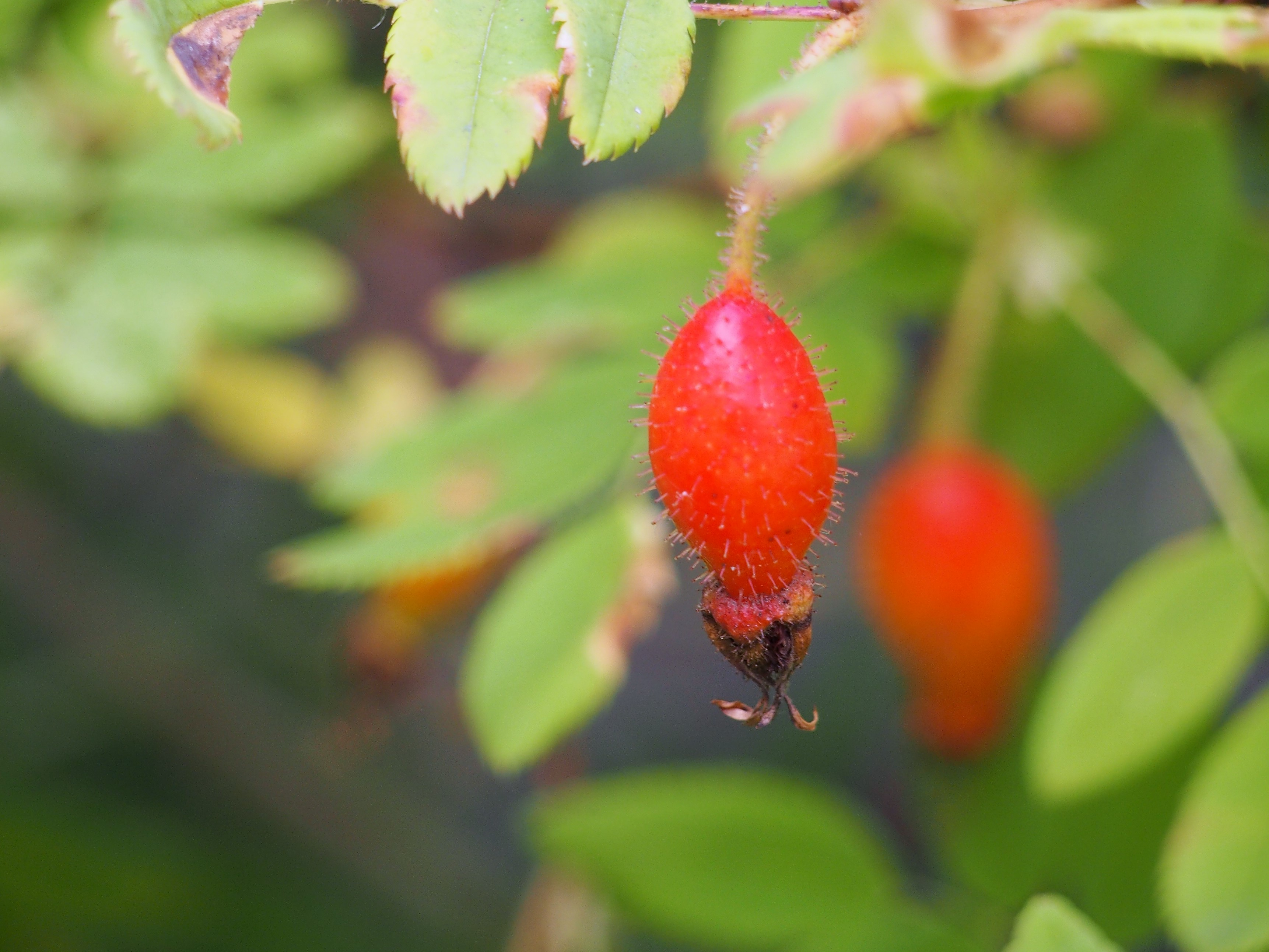
плоди
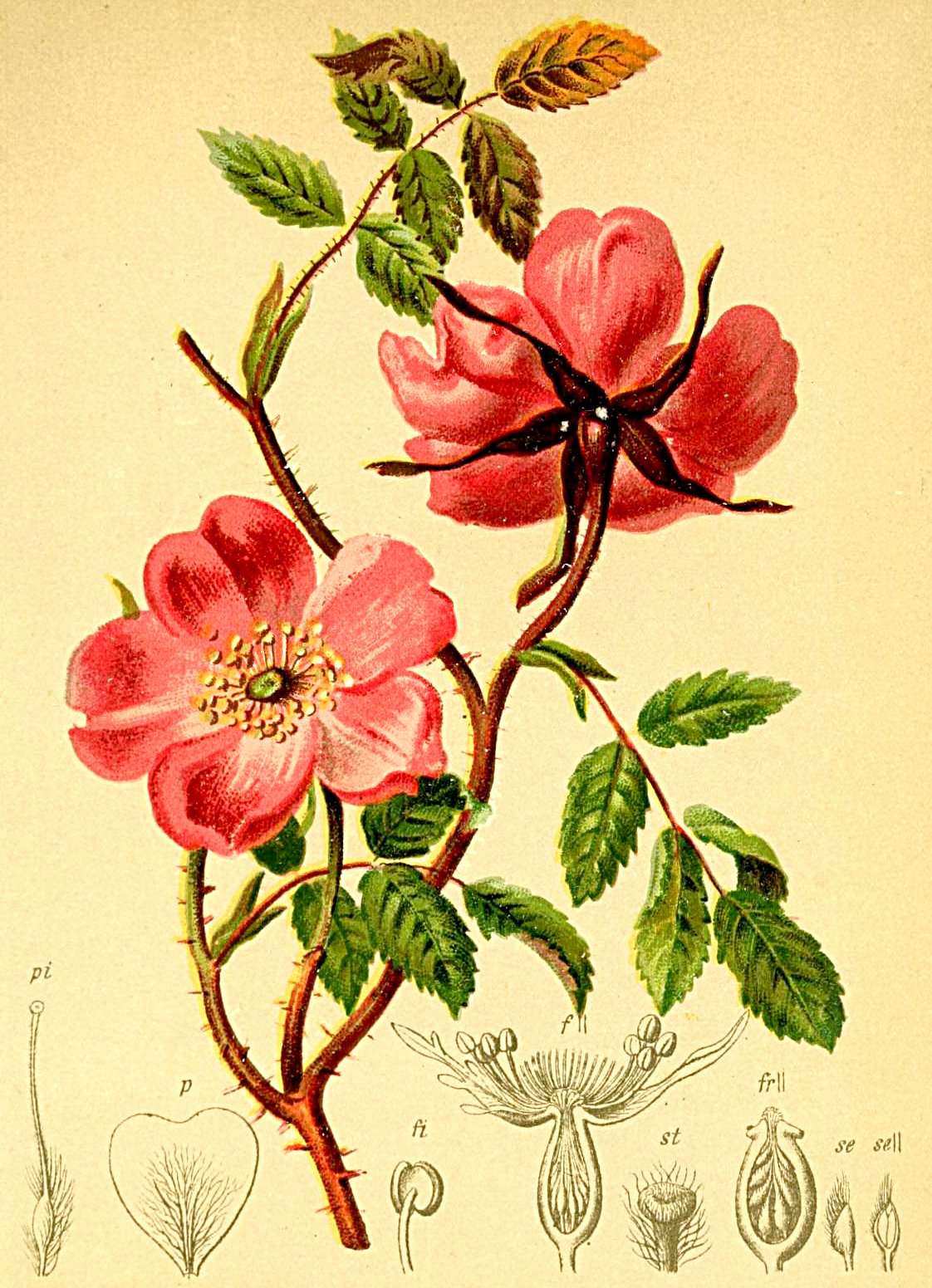
ілюстрація